# Aranath

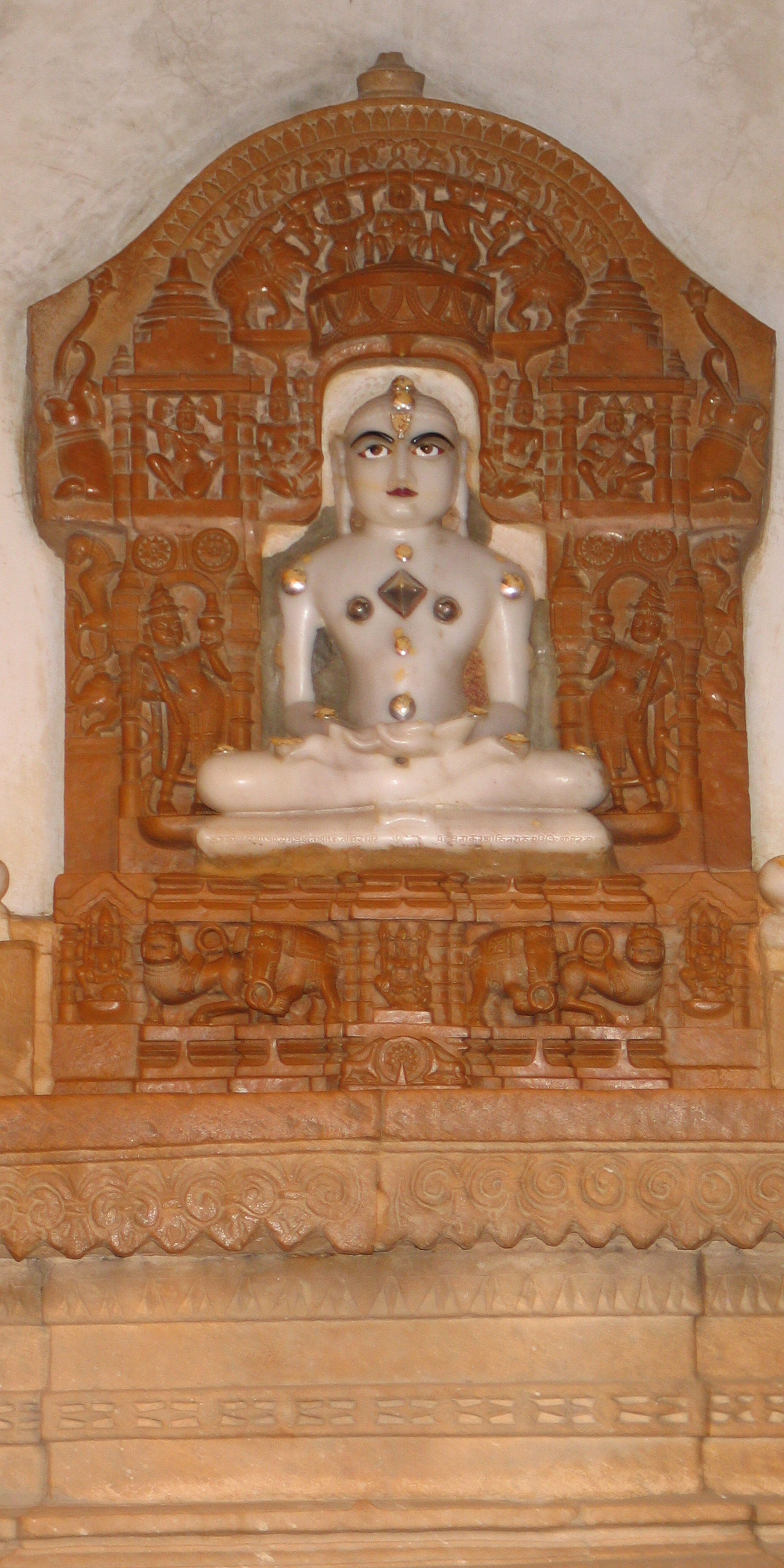
Un Tirthankara, statue du temple du village de au Rajasthan en Inde.

Aranath écrit  aussi Arahnath appelé Ara est le dix-huitième Tirthankara, le dix-huitième Maître éveillé du jaïnisme de notre époque. Il est né à Hastinapur dans l'Uttar Pradesh en Inde. Devenu roi, il a laissé le pouvoir après plusieurs années de règne pour devenir ascète. Il a atteint l'omniscience; puis le moksha au Mont Sammeda dans le Jharkhand, haut lieu de pèlerinage jaïn aujourd'hui. Son symbole est pour les shvetambaras le nandvarta; pour les digambaras, le poisson et la fleur.